# Noeggerathia
Noeggerathia es un género extinto de plantas vasculares de la familia Noeggerathiaceae. Fue descrito por Kaspar Maria von Sternberg en 1820.
Noeggerathia podría crecer hasta 3 pies y 3 pulgadas de alto. Era conocida por sus hojas compuestas, cada una de las cuales contenía dos filas de folíolos que formaban una fonda de 12 pulgadas. También se cree que contaba con un tronco corto.

## Especies
- Noeggerathia abscissa
- Noeggerathia acuminifissa
- Noeggerathia aequalis
- Noeggerathia beinertiana
- Noeggerathia bifurca
- Noeggerathia bockschii
- Noeggerathia caryotoides
- Noeggerathia crassa
- Noeggerathia ctenoides
- Noeggerathia cuneifolia
- Noeggerathia cyclopteroides
- Noeggerathia dichotoma
- Noeggerathia dispar
- Noeggerathia distans
- Noeggerathia dueckeriana
- Noeggerathia elongata
- Noeggerathia expansa
- Noeggerathia flabellata
- Noeggerathia foliosa
- Noeggerathia franklinii
- Noeggerathia gilboensis
- Noeggerathia goeppertii
- Noeggerathia graminifolia
- Noeggerathia graminifolia
- Noeggerathia hislopii
- Noeggerathia intermedia
- Noeggerathia kikkawae
- Noeggerathia kutorgae
- Noeggerathia kutorgae
- Noeggerathia ludwigiana
- Noeggerathia ludwigiana
- Noeggerathia macclintockii
- Noeggerathia media
- Noeggerathia microphylla
- Noeggerathia minor
- Noeggerathia obliqua
- Noeggerathia obovata
- Noeggerathia obtusa
- Noeggerathia ovata
- Noeggerathia palmiformis
- Noeggerathia platynervia
- Noeggerathia plicata
- Noeggerathia polaris
- Noeggerathia puschiana
- Noeggerathia pusilla
- Noeggerathia rueckeriana
- Noeggerathia spathifoliata
- Noeggerathia spatulata
- Noeggerathia speciosa
- Noeggerathia striata
- Noeggerathia sulcata
- Noeggerathia tenuifolia
- Noeggerathia tenuistriata
- Noeggerathia vicinalis
- Noeggerathia vogesiaca